# Time Out Market Lisboa
Time Out Market Lisboa é um food hall localizado no Mercado da Ribeira no Cais do Sodré, em Lisboa, Portugal. O conceito passa por juntar debaixo do mesmo tecto os melhores chefs, restaurantes e projectos gastronómicos da capital portuguesa, com base nas recomendações dos críticos e colaboradores da revista Time Out.

## História
O Time Out Market Lisboa foi inaugurado em maio de 2014 e foi o primeiro de vários mercados planeados pelo grupo editorial Time Out.
O mercado de Lisboa possui cerca de 36 restaurantes e quiosques que vendem especialidades regionais, como queijo, presunto, pastéis de nata, mariscos e peixes grelhados, vinhos e chocolates, entre outros. Cinco chefs portugueses têm restaurantes aqui: Alexandre Silva, Miguel Castro e Silva, Marlene Vieira, João Rodrigues e Henrique Sá Pessoa. As bancas originais do mercado tradicional de peixe, frutas e legumes ocupam a outra metade do edifício histórico.
A lista de restaurantes e quiosques inclui:
- Marisqueira Azul[10]
- Cozinha da Felicidade
- Monte Mar
- Café de São Bento
- Sea Me
- Alexandre Silva
- Miguel Castro e Silva
- Henrique Sá Pessoa
- Marlene Vieira[18][13]
- Croqueteria[19]
- O Prego da Peixaria
- ZeroZero[20]
- Confraria
- Gelato Davvero[21]
- Nós é Mais Bolos
- Manteigaria Silva[8]
- Crème de la Crème
- Terra do Bacalhau
- Pap'Açorda
- L'Éclair
- Ground Burger[22][20]
- Asian Lab
- João Rodrigues[14]
- Pudim do Abade[23]
- Bettina Corallo
- Tartine[24]
- Pinóquio[25]
- O Bar da Odete[26]
- Manteigaria[9]

O espaço conta ainda com uma escola de cozinha (Academia Time Out) onde se organizam workshops culinários para todas as idades -, uma sala de eventos (Estúdio Time Out), um espaço de cowork (Second Home) e ainda um bar/discoteca (Rive Rouge).
Em 2016, dois anos após a abertura, o Time Out Market Lisboa encerrou o ano com uma faturação total de 24 milhões de euros e pouco mais de três milhões de visitantes. Em 2018, alcançou quase quatro milhões de visitantes.
Em 2018, o projeto foi galardoado com o Hamburg Foodservice Award, numa cerimónia realizada em Hamburgo, Alemanha. Este é um os prémios internacionais mais importantes do setor da gastronomia e restauração, atribuídos por um painel de especialistas e representantes da indústria de toda a Europa. O Time Out Market Lisboa foi destacado como “um dos conceitos mais visionários do setor europeu de serviços de alimentação”.
Nesse mesmo ano, o Time Out Market Lisboa mudou-se do Mercado da Ribeira para o Rock in Rio Lisboa, durante os quatro dias do festival, num formato mercado "pop up": o Time Out Market Rock in Rio, com 470 lugares sentados e 14 restaurantes. No interior, toda a loiça utilizada no espaço era feita com matérias-primas vegetais, reciclável e compostável, e todos os copos usados eram reutilizáveis. No primeiro fim de semana do festival, foram vendidas mais de 20 mil refeições.
Em 2019, o projeto Time Out Market tornou-se internacional, com a abertura de novos mercados em Miami, Nova Iorque, Boston e Chicago, nos Estados Unidos da América e em Montreal, Canadá. A abertura de um Time Out Market no Porto também está prevista para breve, bem como em Praga, no Dubai e em Londres.